# Campeonato Panamericano de Balonmano Masculino de 2010
El XIV Campeonato Panamericano de Balonmano de 2010 se disputó entre el 22 y el 26 de junio en Chile, y es organizado por la Federación Panamericana de Balonmano y entregó tres plazas para el Campeonato Mundial de Balonmano Masculino de 2011.

## Grupos
| Grupo A   | Grupo B              |
| --------- | -------------------- |
| Argentina | Brasil               |
| Chile     | Cuba                 |
| Uruguay   | Groenlandia          |
| Canadá    | República Dominicana |

## Primera fase

### Grupo A
| Equipo    | PTS | J | G | E | P | GF | GC  | DG  |
| --------- | --- | - | - | - | - | -- | --- | --- |
| Argentina | 9   | 3 | 3 | 0 | 0 | 97 | 44  | +53 |
| Chile     | 4   | 3 | 1 | 1 | 1 | 81 | 78  | +3  |
| Uruguay   | 4   | 3 | 1 | 1 | 1 | 73 | 88  | -15 |
| Canadá    | 0   | 3 | 0 | 0 | 3 | 66 | 107 | -41 |

#### Resultados
| Fecha      | Hora  | Partido³  | Partido³ | Partido³ | Resultado |
| ---------- | ----- | --------- | -------- | -------- | --------- |
| 22.06.2010 | 15:30 | Argentina | -        | Uruguay  | 32-14     |
| 22.06.2010 | 20:30 | Chile     | -        | Canadá   | 36-25     |
| 23.06.2010 | 16:00 | Argentina | -        | Canadá   | 39-12     |
| 23.06.2010 | 20:00 | Chile     | -        | Uruguay  | 27-27     |
| 24.06.2010 | 15:30 | Uruguay   | -        | Canadá   | 32-29     |
| 24.06.2010 | 20:00 | Argentina | -        | Chile    | 26-18     |

### Grupo B
| Equipo               | PTS | J | G | E | P | GF  | GC | DG  |
| -------------------- | --- | - | - | - | - | --- | -- | --- |
| Brasil               | 9   | 3 | 3 | 0 | 0 | 100 | 66 | +34 |
| Cuba                 | 6   | 3 | 2 | 0 | 1 | 97  | 81 | +16 |
| Groenlandia          | 3   | 3 | 1 | 0 | 2 | 73  | 81 | -8  |
| República Dominicana | 0   | 3 | 0 | 0 | 3 | 52  | 94 | -42 |

#### Resultados
| Fecha      | Hora  | Partido³    | Partido³ | Partido³             | Resultado |
| ---------- | ----- | ----------- | -------- | -------------------- | --------- |
| 22.06.2010 | 13:30 | Brasil      | -        | Groenlandia          | 29-23     |
| 22.06.2010 | 17:30 | Cuba        | -        | República Dominicana | 39-15     |
| 23.06.2010 | 14:00 | Cuba        | -        | Groenlandia          | 32-25     |
| 23.06.2010 | 18:00 | Brasil      | -        | República Dominicana | 30-17     |
| 24.06.2010 | 14:00 | Brasil      | -        | Cuba                 | 41-26     |
| 24.06.2010 | 17:30 | Groenlandia | -        | República Dominicana | 25-20     |

### 5º al 8º puesto
| Fecha      | Hora² | Partido¹             | Partido¹ | Partido¹ | Resultado |
| ---------- | ----- | -------------------- | -------- | -------- | --------- |
| 25.06.2010 | 14:00 | República Dominicana | -        | Uruguay  | 24-28     |
| 25.06.2010 | 17:30 | Groenlandia          | -        | Canadá   | 38-36     |

### 7º/8º puesto
| Fecha      | Hora² | Partido¹             | Partido¹ | Partido¹ | Resultado |
| ---------- | ----- | -------------------- | -------- | -------- | --------- |
| 26.06.2010 | 13:00 | República Dominicana | -        | Canadá   | 22-33     |

### 5º/6º puesto
| Fecha      | Hora² | Partido¹ | Partido¹ | Partido¹    | Resultado |
| ---------- | ----- | -------- | -------- | ----------- | --------- |
| 26.06.2010 | 15:00 | Uruguay  | -        | Groenlandia | 30-27     |

## Fase final

### Semifinales
| Fecha      | Hora² | Partido³  | Partido³ | Partido³ | Resultado |
| ---------- | ----- | --------- | -------- | -------- | --------- |
| 25.06.2010 | 18:00 | Brasil    | -        | Chile    | 33-21     |
| 25.06.2010 | 20:00 | Argentina | -        | Cuba     | 17-08     |

### 3 Puesto
| Fecha      | Hora² | Partido³ | Partido³ | Partido³ | Resultado |
| ---------- | ----- | -------- | -------- | -------- | --------- |
| 26.06.2010 | 17:00 | Chile    | -        | Cuba     | 34-31     |

### Final
| Fecha      | Hora² | Partido³  | Partido³ | Partido³ | Resultado |
| ---------- | ----- | --------- | -------- | -------- | --------- |
| 26.06.2010 | 19:00 | Argentina | -        | Brasil   | 28-27     |

| Argentina           |
| Campeón             |
| Argentina 4° título |

### Clasificación general
| Argentina               |
| Brasil                  |
| Chile                   |
| 4. Cuba                 |
| 5. Uruguay              |
| 6. Groenlandia          |
| 7. Canadá               |
| 8. República Dominicana |

## Clasificados al Mundial 2011
| Bandera de Argentina | Bandera de Brasil | Bandera de Chile |
| Argentina            | Brasil            | Chile            |
| -------------------- | ----------------- | ---------------- |